# ディスコ・キッド
ディスコ・キッド（Disco Kid）は、東海林修作曲の吹奏楽曲。1977年度に行われた第25回全日本吹奏楽コンクールの課題曲Cである。

## 概要
全日本吹奏楽コンクールの課題曲は、1970年代後半になるとポップス調の曲が多く取り入れられた。そのポップス調課題曲の中でもこの曲は今日も演奏される機会が多く、その愛好会があるほどの人気曲である。テレビ番組「題名のない音楽会」が行った視聴者アンケートでは、吹奏楽の人気曲としてこの曲が第1位に選ばれている。
曲の序盤で、楽譜には無い「ディスコ!」という掛け声を入れた演奏が当時のコンクールで高く評価されたことから、現在行われる演奏では、この掛け声を入れることが一般化している。全国大会で掛け声を入れたのは札幌光星高等学校、亜細亜大学吹奏楽団、駒澤大学吹奏楽部、ブリヂストンタイヤ久留米工場吹奏楽団の4団体である。なお、富山市民吹奏楽団も掛け声を入れているが「ディスコ!」ではない掛け声である。
なお、この掛け声を入れた当時の演奏は、全日本吹奏楽連盟から発売されているCD「全日本吹奏楽コンクール課題曲集Vol.1」に収録されている。
課題曲としてはかなり難度が高く、当時の全国大会で中学、高校の部でこの課題曲を演奏して金賞を受賞した団体は1つもない。
また、楽曲の高い人気を受け、吹奏楽版自体のアレンジ版や、アンサンブル版、合唱付き、ギター版など、東海林自身が積極的にアレンジした楽譜が多数存在する。

## 曲の構成
ドラムが活躍し、冒頭からハイハットが刻むアップテンポなリズムに乗せてピッコロがソロを奏でるという、課題曲の歴史の中でも斬新な構成であった。総じて難易度が高く、前奏部の中低音金管の駆け上がりフレーズ、クラリネットソロ、終盤近くのユーフォニウムの高音など、様々な高難度なフレーズが登場する。

## ディスコ・キッド フェスティバル
- 2007年6月2日、東京のめぐろパーシモンホールにおいて作曲者の東海林修が招かれ、この曲の誕生30周年を祝う催しが行われた。
- 2009年5月5日、名古屋市青少年文化センターにて「ディスコ･キッドフェスティバル2009」が開催された。

## ソロについて
曲の中間部にあるソロは、本来クラリネット（B♭）のみであるが、avex-CLASSICSより発売されたCD「ブラスの祭典3」（佐渡裕指揮、シエナ・ウインド・オーケストラによる演奏） では、バスクラリネット、フルート、トロンボーン、クラリネット（B♭）のソリをプレイヤーのアドリブにて聴くことができる。